# 江馬輝経
江馬 輝経（えま てるつね、生年不詳 - 承久3年（1221年））は日本の武将。北条氏に仕えたが、自ら「江馬」と名乗り、江馬氏の祖となる。通称は小四郎（こしろう）。

## 生涯
平安時代に生まれたとされる。その後、北条時政に母と共に養子として出される。しかし時政の死後、その子である北条義時に嫌われたため、飛騨に転封し、その地方と土地の名を取り入れて、名を江馬小四郎と名乗ったことから、1220年（承久2年）江馬氏の祖となる［異説あり］（その後、義時も江馬小四郎と名乗っている）。1221年に死去。墓所は圓城寺。輝経自身が志願したと思われる。その後、子の江馬朝方が自らの子である時信を僧として入寺させて再興し、本覚寺と名付けた寺がある。

## 肖像画
江馬輝経の肖像画は現在圓城寺の寺宝となっている。鎌倉時代に作成された物だと思われ、隣には飛騨高原諏訪城主の江馬輝盛の肖像画がある。